# هيجي

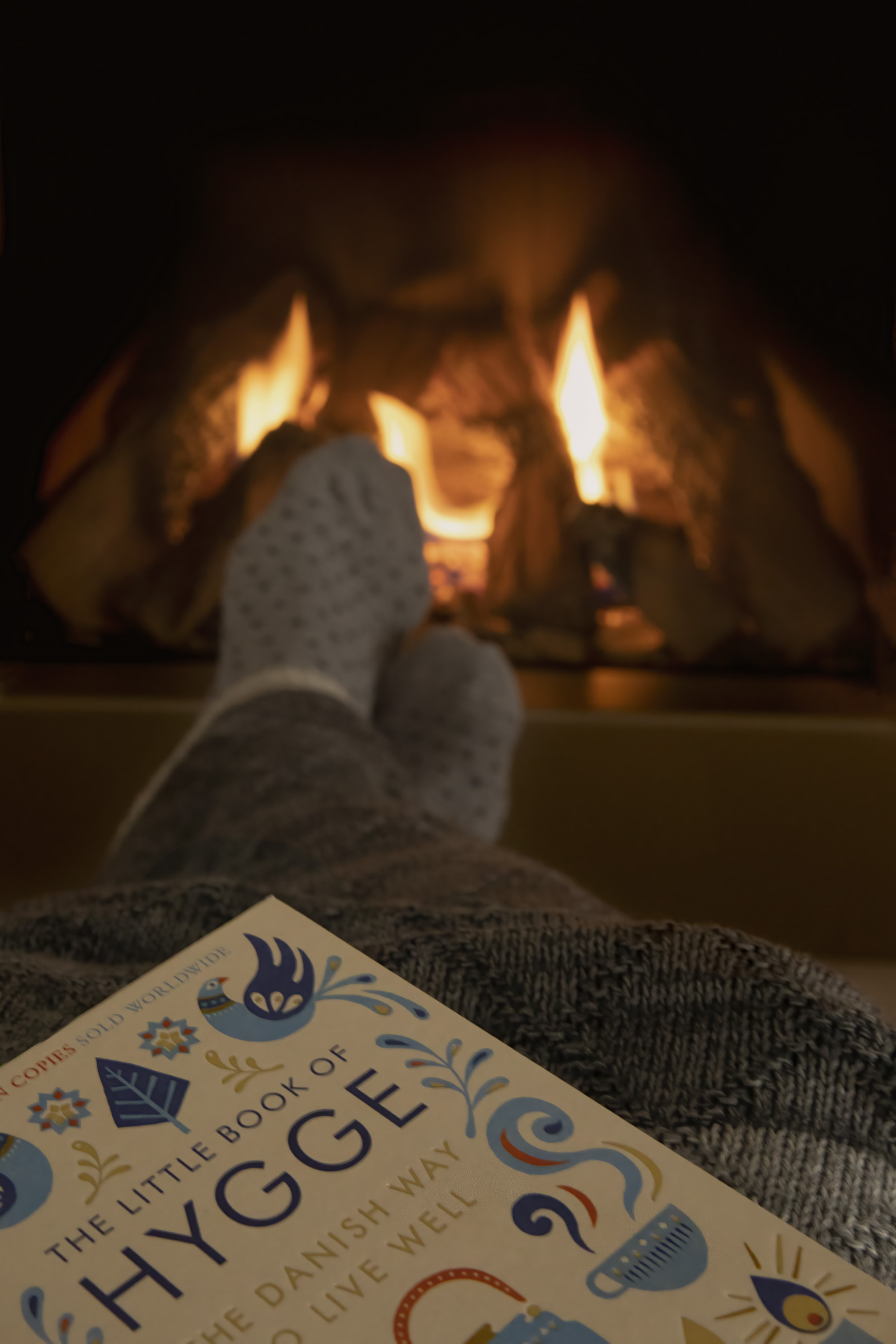
هيجي أسلوب الدفء والراحة في الدول الإسكندنافية.

هيجي(بالدنماركية: Hygge) مفهوم دنماركي يشير إلى الشعور بالراحة والدفء والسرور رغم البساطة. ويُعتبر هيجي سمة مميزة للثقافة الدنماركية، حيث يساهم في الشعور بالسعادة. يُنطق "هو-غاه" ويُترجم تقريبًا إلى "الراحة" أو "الحميمية"، لكنه يحمل معاني أعمق تتعلق بالاستمتاع باللحظات اليومية مع الأصدقاء والعائلة. وحيث لا يمكن ترجمة الكلمة الدنماركية Hygge بدقة، إلا أنها تشير إلى شعور عام بالراحة، والسحر، والبساطة، والتناغم مع المجتمع.

## جذور الكلمة
تعود جذور كلمة "هيجي" إلى أوائل القرن التاسع عشر في الدنمارك، حيث اشتُقّت من كلمة نرويجية تعني "الراحة". أما الكلمة الإنجليزية "hyggja" فهي مستمدة من اللغة النوردية القديمة "hugr"، التي تطورت لاحقًا إلى "hug" وتعني الروح والعقل والإدراك. يُعتقد أيضًا أن "hygge" قد تكون مرتبطة بكلمة "hug" التي ظهرت في منتصف القرن السادس عشر وتعني "المعانقة"، على الرغم من أن هذه النظرية تعتبر ضعيفة؛ نظرًا لأن أصل الكلمة "hugge" غير معروف، ويرجح أنه يعود إلى النرويجية القديمة بمعنى "يُريح"، مما يشير إلى حالة نفسية.
من ناحية أخرى، تُعتبر "hugyan" كلمة ألمانية مصدرها الكلمة "hycgan" من اللغة الإنجليزية القديمة، التي تعني "التفكير" أو "التأمل".
ظهرت كلمة "هيجي" للمرة الأولى في الكتابة الدنماركية في القرن التاسع عشر، وتطورت لتصبح جزءًا من الثقافة الدنماركية، بينما لا تزال تُستخدم في النرويج للإشارة إلى حالة عامة من الدفء والراحة. تتشابه معاني الكلمة في كل من النرويج والدنمارك، حيث تُستخدم على نطاق واسع في كلا البلدين.

## فوائد هيجي
هناك فوائد صحية مهمة مرتبطة باتباع أسلوب هيجي في الحياة، حيث أن الإحساس بالراحة يمكن أن يقوّي الشعور بالأمان والسكينة. وتشير مراكز الصحة النفسية إلى أن هيجي يساهم في رفع مستوى الثقة بالنفس وزيادة التفاؤل، بالإضافة إلى تحسين نوعية النوم.

## هيجي في الأعمال الإبداعية
قام قاموس Collins English Dictionary بتسمية كلمة hygge كلمة العام في المملكة المتحدة في عام 2016. تبع ذلك فترة تم خلالها تسويق العديد من الكتب التي تركز على hygge في المملكة المتحدة،  مثل كتاب صغير من السعادة لكاتبه مايك ويكينج The Little Book of Hygge Meik Wiking ،  Hygge: The Art Art of Happiness by Marie Tourell Søderberg
كتاب Hygge فن السعادة الدنمركي لكاتبته ماري توريل،  Hygge: الفن الدنماركي للعيش الجيد بقلم لويزا تومسن بريتس.
ويشير قاموسCollins English Dictionary إلى ان الكلمة hygge أصبحت الأكثر رواجا بعدBrexit والتي توجت بوصفها كلمة العام في المملكة المتحدة عام 2016
وتلت تلك الفترة نشر محموعة من الكتب التي ركزت على كلمة hygge
ومن هذه الكتب
كتاب صغير من السعادة لكاتبه مايك ويكينج The Little Book of Hygge by Meik Wiking, و Hygge: The Danish Art of Happiness by Marie Tourell Søderberg, وكتاب السعادة الفن الدنمركي للعيش بخير لكاتبته لويزا ثومسين برايتس.
وقدر الفت الفرقة الموسيقية Frozen أغنية بعنوان أو السعادة والتي تناولت مواضيع عن السعادة والراحة

## كلمات مشابهة
- الكلمة الهولندية gezelligheid لها مفهوم مشابه مع كل من الراحة والراحة، ولكنها غالبًا ما تكون ذات توجه اجتماعي.
- في Gemütlichkeit الألمانية تعني حالة الدفء والود والانتماء.
- يتم استخدام koselig الصفة النرويجية لوصف الشعور بالدفء والألفة والالتقاء في بيئة متقبلة.
- تصف الصفة السويدية mysig جوًا لطيفًا ودافئًا من العمل الجماعي في مكان لطيف.
- الصفة / فعل ماتاري الياباني له معنى مشابه ليكون / لديه وقت مريح وهادئ وممتع، ولكنه ينطبق أيضًا على الموقف الذي يكون بمفرده.

## روابط خارجية
- - http://www.hyggevita.com
  - The Guardian: The hygge conspiracy